# Cristobal Orellana
Cristóbal Orellana (Città del Messico, 11 luglio 1983) è un attore messicano.

## Carriera
Inizia la sua carriera a Guadalajara (Messico) come membro del gruppo musicale Genoma VERSUS e registrò un disco chiamato Contra el Suelo.
Più tardi entrò a far parte del reality show High School Musical - La selección in Messico.

## Filmografia

### Cinema
- High School Musical - La sfida (2008)

### Televisione
- High School Musical - La selección (2007)
- Planeta Disney (2010)